# Mata Hari (песня Самиры Эфенди)
«Mata Hari» — песня азербайджанской певицы Самиры Эфенди, с которой представляла Азербайджан на конкурсе песни «Евровидение-2021».

## Конкурс песни «Евровидение»
20 марта 2020 года азербайджанская государственная телекомпания ITV подтвердила, что Эфенди будет представлять Азербайджан на конкурсе 2021 года. Тизер песни был выпущен 11 марта 2021 года на официальном YouTube-канале Евровидения.
65-й конкурс «Евровидение» прошел в Роттердаме, Нидерланды и состоял из двух полуфиналов 18 мая и 20 мая 2021 года, а финал состоялся 22 мая 2021 года. 17 ноября 2020 года было объявлено, что Азербайджан выступит во второй половине первого полуфинала конкурса.

## Позиции в чартах
| Чарт (2021)                                | Высшая позиция |
| ------------------------------------------ | -------------- |
| Бельгия/Фландрия (Ultratip Bubbling Under) | 6              |
| Греция (IFPI)                              | 15             |
| Исландия (Tónlist)                         | 25             |
| Литва (AGATA)                              | 18             |
| Нидерланды (Single Top 100)                | 44             |
| Норвегия (VG-lista)                        | 21             |
| Швеция (Sverigetopplistan)                 | 47             |
| Великобритания (OCC UK Singles Downloads)  | 64             |